# Onobrychis oxytropoides
Onobrychis oxytropoides är en ärtväxtart som beskrevs av Aleksandr Andrejevitj Bunge. Onobrychis oxytropoides ingår i släktet esparsetter, och familjen ärtväxter. Inga underarter finns listade i Catalogue of Life.